# Hirticollis quadriguttatus
Hirticollis quadriguttatus là một loài bọ cánh cứng trong họ Anthicidae. Loài này được Rossi miêu tả khoa học năm 1792.